# Igor Kashkarov
Pour les articles homonymes, voir Kachkarov.
Igor Kashkarov (en russe : Игорь Алексеевич Кашкаров, Igor Alekseïevitch Kachkarov ; né le 5 mai 1933 à Malmyj, dans l'oblast de Kirov) est un athlète soviétique russe spécialiste du saut en hauteur. Licencié au Burevestnik Moscou, il mesure 1,84 m pour 88 kg.

## Carrière

### Palmarès
| Date | Compétition           | Lieu      | Résultat | Performance |
| ---- | --------------------- | --------- | -------- | ----------- |
| 1956 | Jeux olympiques d'été | Melbourne | 3e       | 2,08 m      |
| 1958 | Championnats d'Europe | Stockholm | 4e       | 2,06 m      |
| 1961 | Universiade d'été     | Sofia     | 2e       | 2,08 m      |

### Records
| Épreuve         | Performance | Lieu | Date |
| --------------- | ----------- | ---- | ---- |
| Saut en hauteur | 2,12 m      |      | 1959 |